# Caenagnathoidea

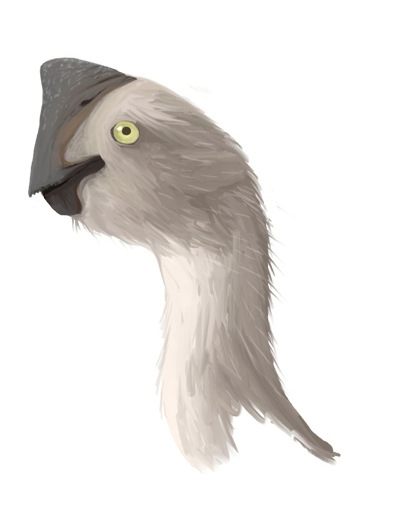
Het hoofd van de Citipati, een lid van de Caenagnathoidea.

De Caenagnathoidea zijn een groep dinosauriërs behorend tot de Oviraptorosauria.
De eerste die de naam Caenagnathoidea gebruikte, voor een superfamilie, was Charles Motram Sternberg in 1940, om Caenagnathus een plaats te geven; deze meende toen nog dat het om een zeer primitieve vogelfamilie ging, vandaar de "hoge" rang.
De eerste die een exacte definitie gaf als klade, monofyletische afstammingsgroep, was Maryánska in 2002: de groep bestaande uit de laatste gemeenschappelijke voorouder van Oviraptor philoceratops en Caenagnathus collinsi en al zijn afstammelingen. Die definitie kwam materieel overeen met een die Paul Sereno gegeven had voor de Oviraptoroidea. Daar echter Caenagnathus een jonger synoniem bleek te zijn van Chirostenotes, een eerder beschreven soort, besloot Sereno om redenen van prioriteit ook bij een gebruik van het concept als klade de voorkeur te gaan geven aan de term Caenagnathoidea boven zijn eigen begrip, zoals in de Linneaanse systematiek gebruikelijk bij de afleiding van families. In 2005 gaf hij een verbeterde definitie: de groep bestaande uit de laatste gemeenschappelijke voorouder van Oviraptor philoceratops Osborn 1924 en Chirostenotes pergracilis Sternberg 1940.
De Caenagnathoidea zijn de zustergroep van de Therizinosauroidea binnen de Oviraptorosauria sensu Barsbold en bestaan uit kleine tot reusachtige bevederde theropoden met hoge schedels en tandeloze kaken, waarvan het dieet nog onzeker is. Ze komen voor vanaf het Campanien (misschien zelfs Aptien, 125 miljoen jaar geleden) tot en met het Maastrichtien (65 miljoen jaar geleden) in Azië en Noord-Amerika.